# Rocksuli
A Más-Mozaik Szociokulturális Egyesület 1989 óta működteti Magyarország első rockzeneiskoláját[forrás?], a debreceni Rocksulit. 
2011 szeptembere óta a debreceni Ifjúsági Ház legfelső szintjén működik az iskola. Illetve 2012 januárjában megalakult Vajda Péter ”Sóder” segítségével a Rocksuli budapesti tagintézménye.

## Története
A suli nagy lendülettel, ám göröngyös úton indult. Vincze Béla, az egyesület vezetője részt vett a dornbirni (Ausztria) Jazz-rock szemináriumon, a Bodeni-tó partján, ahol fiatal zenészekkel találkozott, akiket elhívott Magyarországra egy csereprogram keretein belül. Ekkor fogalmazódott meg a Rocksuli ötlete. A kezdetekkor a hely sem volt állandó és a cucc sem volt elég jó, valamint szakmailag felépíteni az egészet nehéz volt, mivel a rock változó műfaj. A Mezon ifjúsági irodában, törmelékkupacokat kerülgetve indult az első kurzus Méhes János és Suba Sándor gitárosokkal, valamint Tiba Sándor dobossal a majdan rockzenét oktató muzsikusok számára. A kezdeti háromfős tanári kar és a húszfős tanulói létszám mára több mint húszfős tantestületté és több száz fiatalt befogadó intézménnyé nőtte ki magát. Az eltelt két évtized alatt kilencszer költözött az iskola, megszűnéssel fenyegetve, lerobbant helyekből emberi használatra alkalmas tereket alakítva. A Rocksuli Európa 11 országában mutatkozott be koncerteken, szakmai programokon.

## Oktatás
A Rocksuliban az oktatás féléves rendszerű, így hasonló a hagyományos iskolákhoz. A foglalkozások egyénileg (45 perces órákban) vagy kiscsoportokban (60 perces órákban), heti egy alkalommal vannak. Emellett nagyon fontosnak tartják, hogy az órán megszerzett ismereteket zenekari gyakorlat formájában ki is próbálhassa mindenki, aki elsajátította a szükséges alapokat. A rockzene alapfokú oktatása az alábbi tanszakokon történik: ének, gitár, basszusgitár, billentyű, dob, ütőhangszerek, szájharmonika, cselló.
Lényeges szempont, hogy a jelentkezésnek nincs feltétele, vagyis nincs korhatár, bárki beiratkozhat, kezdő, haladó és fogyatékkal élők is tanulhatnak itt zenélni. A tanítás szeptember közepétől június közepéig tart. Az oktatás az iskola felszerelésein történik, ezen kívül az oktatóanyagot is biztosítják, de lehetőség van a tanulók által hozott zenék feldolgozására, megtanulására is. Bizonyos hangszerek esetében kölcsönzési vagy gyakorlási lehetőséget biztosítanak. A tanárok sokéves tanítási gyakorlattal és többéves zenei tapasztalattal rendelkeznek, illetve zenei tanulmányokat folytattak.
Az iskolán belül olyan alkalmi zenekarokat szerveznek, amelyek megtanulnak előadni valamilyen számot, amit a hangszeres órán ők vagy a tanár választottak. Ezeket a produkciókat a félévi, illetve az év végi koncerteken bemutatják, nagy felszereléssel, nagyszínpadon, ahol mindenki felléphet, és amire minden ismerős meghívható. Gyakran előfordul, hogy tanár és diák együtt szerepel, illetve olyan neves meghívott zenészekkel is játszhatnak együtt, akik a magyar rockzene élvonalába tartoznak. Eddigi ”zenésztársaik” voltak, a teljesség igénye nélkül: Cserháti István „Pityi”, Tátrai Tibor, Lukács László, Fejes Tamás, Kowalsky, Hobo, Jamie Winchester, D. Nagy Lajos, Cipő, Takáts Tamás, Kalapács József, Laár András és Beck Zoli.
A Rocksuli népszerűségét mutatja, hogy évről évre több száz diák zenél az iskolában és tölti hasznosan a szabadidejét.